# Ponsacco
Ponsacco – miejscowość i gmina we Włoszech, w regionie Toskania, w prowincji Piza.
Według danych na rok 2004 gminę zamieszkiwało 12 580 osób, 662,1 os./km².

## Miasta partnerskie
- Brignais
- Nanoro
- Treuchtlingen